# Sálvame
"Sálvame" é uma canção do grupo pop mexicano RBD, gravada para o seu primeiro álbum de estúdio, Rebelde (2004). A faixa foi escrita por Pedro Damián, Max di Carlo e Carlos Lara e produzida pelos dois últimos, sendo lançada em 15 de março de 2005 como terceiro single do álbum pela EMI Music. Uma das canções mais conhecidas do grupo, Sálvame foi convertida pelos fãs como o "Hino ao Amor" e está presente em todos os DVDs.
A faixa foi lançada como single oficial em 15 de março de 2005. O grupo desenvolveu um trabalho na área da filantropia, com o lançamento da "Fundación Sálvame", que se deu após a morte de três fãs durante uma sessão de autógrafos em 2006, na cidade de São Paulo.
A canção também tem duas versões, em português, intitulada "Salva-me", para a edição brasileira do álbum Rebelde e em inglês, intitulada "Save Me", para o primeiro álbum em inglês do grupo, Rebels.

## Antecedentes e lançamento
"Pensamos em fazer essa canção porque Anahí não tinha um tema central e acreditávamos que ela merecia, algo mais pessoal. A canção reflete o que é ela, uma mulher, mesmo que forte, também frágil e vulnerável, e o amor é isso, nos salva de nós mesmos, de quem querem nos fazer mal, dos momentos difíceis e se transformou em um hino do RBD; estou muito orgulhoso dessa canção, porque me dizem que até nas igrejas estão cantando."

—Carlos Lara, o co-compositor, sobre a criação da canção.
Em janeiro de 2005, a versão em português é lançado no iTunes intitulado "Salva-me", a ser incluído na edição em português do álbum. Em dezembro de 2006, a versão em inglês do tema é lançada, intitulada "Save Me", incluída no primeiro álbum em inglês da banda, Rebels (2006). A versão em espanhol esteve presente em todos os álbuns de vídeo do grupo: Tour Generación RBD En Vivo (2005), Live in Hollywood (2006), Live in Rio (2007), Hecho en España (2007), Live in Brasília (2009) e Tournée do Adeus (2009).
O tema levou o título da fundação do grupo, denominado "Fundación Sálvame", para ajudar as crianças de rua. Iniciou suas operações em 1 de maio de 2006, com o objetivo de ajudar as crianças de rua, e entre as primeiras atividades foi agendado um concerto gratuito no Brasil, o que não chegou a acontecer. A fundação ajudou no México, Brasil e Espanha. Surgiu em fevereiro de 2006, quando um acidente no Brasil em que três pessoas foram mortas e dezenas ficaram feridas quando um muro de segurança desabou durante uma sessão de autógrafos ocorreu e em que pelo 10 mil fãs do grupo se reuniram às portas de um centro comercial em São Paulo.
"Sálvame" foi gravada pelo grupo em três idiomas – espanhol, português e inglês – assim como as canções "Tenerte y Quererte", "Dame", "Sólo Quédate en Silencio", "Feliz Cumpleaños" e "Nuestro Amor".

## Interpretações ao vivo
A canção foi interpretada em várias ocasiões, em 2005 se apresentam no programa mexicano No Manches, onde incluíram a canção no setlist da apresentação. No mesmo ano, participaram do programa Otro Rollo interpretando "Rebelde", "Sólo Quédate en Silencio", "Nuestro Amor" e "Un Poco de Tu Amor". Em 2005, participaram do programa Sonricslandia apresentando o tema. A música foi incluída no setlist de sua primeira turnê nacional, que percorreu todo o México e começou em 3 de janeiro de 2005, intitulada Tour Generación RBD. Nessa turnê, o primeiro CD/DVD do grupo intitulado Tour Generación RBD En Vivo. Ainda em 2005, interpretaram o tema durante a Celebración Virgen Guadalupe.
En outubro de 2006, durante a visita ao Brasil, se apresentaram no programa Domingo Legal interpretando o tema na versão em português, "Salva-Me". Em dezembro de 2006, se apresentaram no Teletón México, interpretando o tema.
Em 2007, eles apareceram no programa americano CD USA interpretando a versão em inglês "Save Me" dentro de seu setlist. Em 2007, o single foi incluído no setlist de sua turnê mundial Tour Celestial, onde o CD/DVD Hecho en España foi filmado para mais de 40 mil pessoas. Em 2008, foi incluída no setlist das turnês Empezar Desde Cero World Tour e Gira del Adiós World Tour, onde foram filmados os DVD's Live in Brasília e Tournée do Adeus, respectivamente.
A cantora Anahí interpretou a canção durante sua primeira turnê em carreira solo, a Mi Delirio World Tour (2009–2011). A música foi executada durante o concerto virtual Ser O Parecer: The Global Virtual Union em 26 de dezembro de 2020 acompanhada por uma orquestra. Em 5 de março de 2021, a performance do show virtual foi disponibilizada no canal oficial do grupo.

## Outras versões
- Em 2006, a concorrente Nicolle apresentou um cover da música no reality show colombiano Factor Xs.
- Em 2007, o grupo Los Telez de cumbia mexicana executou uma versão da canção.
- Em 2011, o grupo argentino La Mentirosa de cumbia apresentou uma versão cumbia do single.
- Em janeiro de 2022, o elenco principal da série mexicana Rebelde (2022) da Netflix lançou três versões da canção, sendo duas presentes no álbum Rebelde la Serie (Official Soundtrack).[12]
- Em 26 de maio de 2022, o grupo rock mexicano Moderatto lançou uma versão da canção em parceria com a cantora espanhola Aitana.[13] Junto com um vídeo musical, a canção foi lançada como quinto single do álbum Rockea Bien Duro (2022), um álbum tributo ao grupo RBD lançado por Moderatto.[14]
- Em maio de 2024, o cantor colombiano Camilo gravou uma versão salsa da canção em parceria com Alexander Abreu e Havana D'Primera, a canção está presente no álbum Cuatro de Camilo.[15][16]

## Vídeo musical
O videoclipe foi gravado em 2005, no Canadá, durante as gravações da novela Rebelde (2004–2006). O vídeo começa com o RBD cantando e tocando na neve; algumas cenas deles em um trem e as garotas aparecem no fim posando para fotos.

## Formato e duração
- Download digital e streaming

1. "Sálvame" – 3:42
2. "Salva-Me" – 3:45
3. "Save Me" – 3:56

## Desempenho nas paradas musicais
| País/Parada (2005)                              | Melhor posição |
| ----------------------------------------------- | -------------- |
| México (AMPROFON)                               | 1              |
| Estados Unidos (Billboard Latin Rhythm Airplay) | 27             |

## Vendas e certificações
| Região                                                                                             | Certificação | Vendas  |
| -------------------------------------------------------------------------------------------------- | ------------ | ------- |
| Brasil (Pro-Música Brasil)                                                                         | Ouro         | 50,000* |
| *números de vendas baseados somente na certificação ^distribuições baseadas apenas na certificação |              |         |

## Créditos de elaboração
Lista-se abaixo os profissionais envolvidos na composição e produção da canção "Sálvame", de acordo com o encarte oficial do álbum "Rebelde" e de uma adaptação do portal Allmusic Guide.
- Composição: DJ Kafka, Max di Carlo, Pedro Damián
- Produção: Armando Ávila, Carlos Lara, Max di Carlo, Pedro Damián (exe.)
- Vocal principal: Anahí
- Vocal de apoio: Alfonso Herrera, Christian Chávez, Christopher von Uckermann, Dulce María e Maite Perroni

## Histórico de lançamentos
| País           | Versão              | Data                   | Formato             | Gravadora                    | Ref.   |
| -------------- | ------------------- | ---------------------- | ------------------- | ---------------------------- | ------ |
| México         | "Sálvame"           | 15 de março de 2005    | CD download digital | EMI Capitol Universal        | [ 2 ]  |
| Brasil         | "Salva-me"          | 1 de novembro de 2005  | CD download digital | EMI Capitol Universal        | [ 4 ]  |
| Estados Unidos | "Save Me"           | 19 de dezembro de 2006 | CD download digital | EMI Capitol Virgin Universal | [ 5 ]  |
| Mundo          | "Sálvame (En Vivo)" | 5 de março de 2021     | Download digital    | Universal                    | [ 21 ] |